# La caça del lleó
La caça del lleó (en francès, La Chasse aux lions) és una pintura orientalista del romàntic francès Eugène Delacroix, pintat cap a la fi de la seva carrera i que es troba a l'Institut d'Art de Chicago.

## Tema

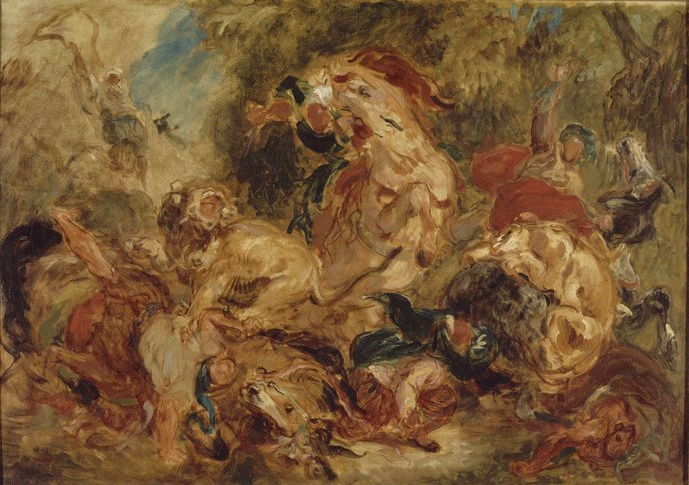
Esbós de 1854 que Delacroix va fer per estudiar el moviment d'un quadre anterior també anomenat La caça del lleó, però de 1855. (Museu d'Orsay)

Delacroix estava fascinat pel tema de la lluita entre homes i animals salvatges, igual que Rubens (vegeu per exemple, la seva Caça de l'hipopòtam), al que admirava. Aquesta és una de les causa per les quals ja havia tractat amb anterioritat, i va repetir, el tema de la caça del lleó, en especial des de la seva estada al Marroc, on va fer diversos esboços i dibuixos de l'enfrontament entre l'home i l'animal. Per exemple, al Museu d'Orsay es conserva un esbós de 1854 que li serveix per estudiar el moviment, que va començar a l'aire lliure però va acabar al seu taller. El quadre resultant, acabat el 1855, es troba al Museu de Belles Arts de Bordeus. Això no obstant, el quadre realitzat el 1861 és considerat la representació de caça major a la que millor s'integren els personatges a la lluita, de manera comparable a com ho fan les forces de la natura.

## Descripció
La caça del lleó de 1861 il·lustra una escena de caça en un paisatge amb dunes, que apareixen a la dreta, i el mar blau fosc a l'esquerra. D'aquesta manera, per a representar la natura aquesta queda reduïda a les seves forces elementals; cel (aire), aigua i terra. Sobre l'escena, un cel ennubolat, com és típic de l'autor. Observant detingudament l'escena es pot apreciar que hi ha dues persones que han estat derribats a la lluita i un altre -amb camisa blanca- que ja està mort, però encara en queden quatre que es dirigeixen contra les feres amb la intenció de matar-les, i un més que es llaça a l'atac. La llum és irreal, fins i tot el cel sembla il·luminat per dos sols, un de migdia a la dreta del quadre i un altre que es pon, pintant de vermell l'horitzó.

## Composició
El quadre es compon basant-se en dues diagonals que es tallen, formant una estructura triangular que Delacroix ja havia emprat en pintures molt diferents, com La barca de Dante, La llibertat guiant el poble o Grècia sobre les ruïnes de Missolonghi. En aquest cas però, sembla que es tracta d'un doble triangle, ja que a la base, al centre, hi ha una altra estructura triangular formada pel lleó mascle i els dos homes ajupits més propers.
Al centre, destacat per mitjà de la llum, és on s'agrupa l'escena. La lluita en si mateixa descriu un moviment circular, formant un torbellí d'homes i animals (lleons i cavalls). Els homes volen ser àrabs, bruns, algun potser negre, la majoria amb turbant, reaccionen de manera instintiva i amb moviments elàstics, i acaben per tenir una certa semblança amb els animals.